# فرانکفورت اسکوئر، ایلینوی
فرانکفورت اسکوئر (به انگلیسی: Frankfort Square) یک حوزه سرشماری در ایالات متحده آمریکا است که در ایلینوی واقع شده‌است. فرانکفورت اسکوئر ۹٬۲۷۶ نفر جمعیت دارد.